# Георгиевская (Верхнетоемское сельское поселение)
Гео́ргиевская — деревня в Верхнетоемском районе Архангельской области России. 

## География
Деревня находится в юго-восточной части области, в подзоне средней тайги, в пределах северной окраины Восточно-Европейской равнины, на берегу реки Верхняя Тойма, на расстоянии примерно 8 км (по прямой) к северу от села Верхняя Тойма, административного центра округа.

### Часовой пояс
Деревня Георгиевская, как и вся Архангельская область, находится в часовой зоне МСК (московское время). Смещение применяемого времени относительно UTC составляет +3:00.

## Население
| 2002 | 2010 | 2012 |
| ---- | ---- | ---- |
| 7    | ↘0   | →0   |

### Национальный состав
Согласно результатам переписи 2002 года, в национальной структуре населения русские составляли 71 %.

## Инфраструктура
Личное подсобное хозяйство с зоной сельскохозяйственного использования, индивидуальная застройка усадебного типа.

## Транспорт
Деревня доступна автотранспортом по автодороге регионального значения 11К-092. 